# Проспект Царицы Тамар
Проспект Царицы Тамар (груз. თამარ მეფის გამზირი) — улица в Тбилиси. Проходит от Площади героев до площади Садгурис, одна из границ района Чугурети. Ведёт из привокзальной части города через мост Царицы Тамар в районы Сабуртало, Ваке и центральную часть города. Одна из главных транспортных магистралей города. Неэлитный туристический маршрут.

## История

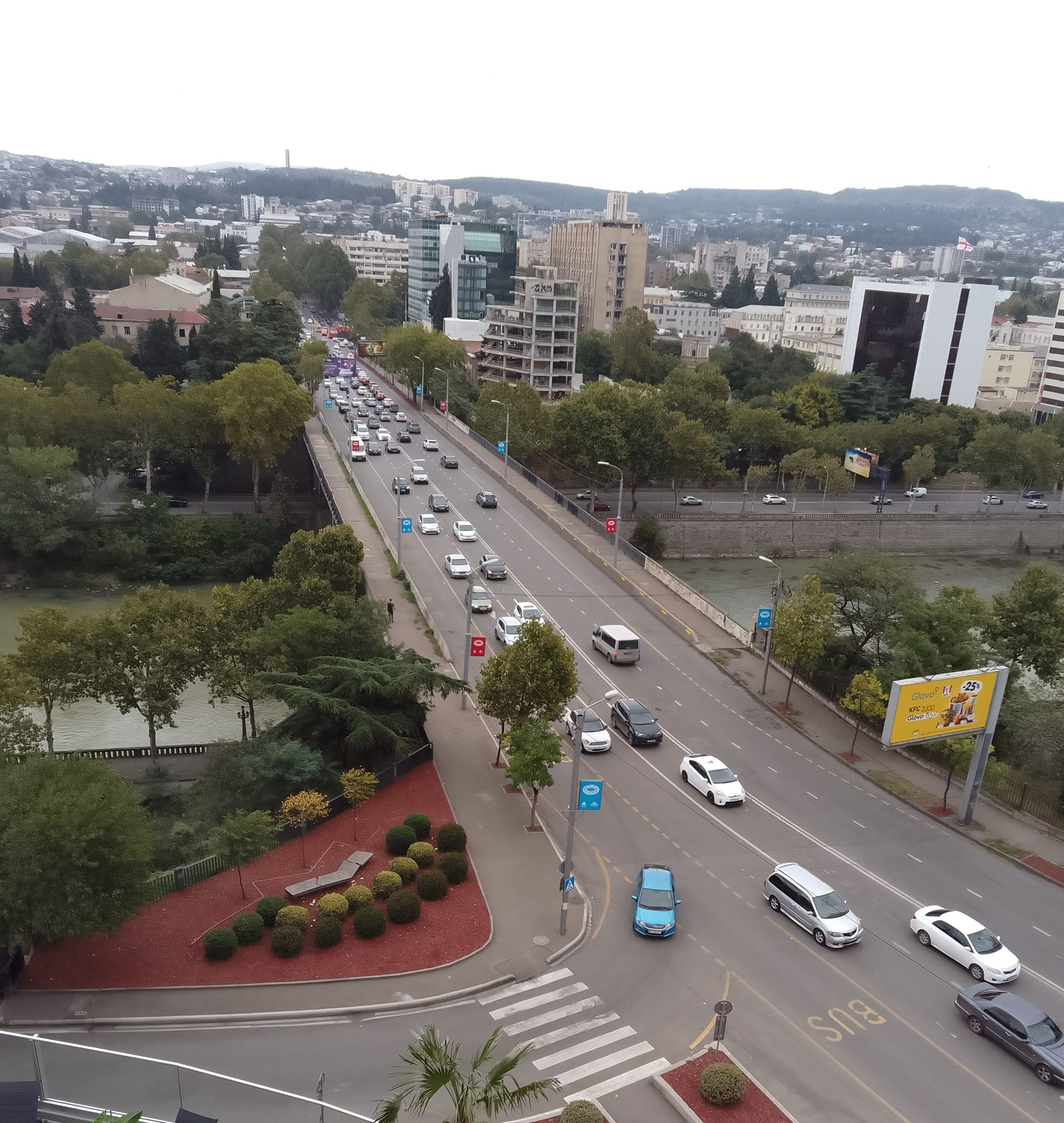
Мост Царицы Тамар

Складывалась в XIX веке, от Елизаветинской улицы (ныне — Улица Цинамдзгвришвили) вела к железнодорожному вокзалу, первоначальное название — Вокзальное шоссе. По улице был проложен маршрут конки, затем — трамвая.
В советское время носила имя Челюскинцев. Значительное развитие улица получила после возведения в 1935 году в перспективе улицы моста Челюскинцев через реку Кура.
Современное название улице (как и одноимённому мосту) присвоено в 1989 году в честь грузинской царицы Тамары.
В конце лета 2020 года Мэрия Тбилиси объявила, что в ближайшее время запустит важный проект в области транспортной политики и соединит улицу Дадиани и проспект Царицы Тамар мостом

## Достопримечательности
Старинное ателье